# Galeoscypha pileiformis
Galeoscypha pileiformis är en svampart som först beskrevs av Svrcek, och fick sitt nu gällande namn av Svrcek & J. Moravec 1989. Galeoscypha pileiformis ingår i släktet Galeoscypha och familjen Pyronemataceae.   Inga underarter finns listade i Catalogue of Life.